# Ferrovia Iwate Kaihatsu
Iwate Development Railway (岩手開発鉄道?, Iwate Kaihatsu Tetsudō, Ferrovia di sviluppo di Iwate) è una compagnia ferroviaria che gestisce una ferrovia merci con sede nella città di Ōfunato, nella prefettura di Iwate, Giappone. Si tratta di uno dei più antichi operatori ferroviari del terzo settore (metà pubblico e metà privato) del paese, fondato nel 1932.
Attualmente è specializzata nel trasporto merci, ma fino al marzo 1992 effettuava anche trasporto passeggeri. Nel 1986, la società entrò nel settore degli autobus, ma l'attività fu trasferita a una filiale, la Kaihatsu Transport, e l'attività degli autobus fu successivamente interrotta.

## Storia
La Iwate Development Railway fu istituita per promuovere lo sviluppo regionale e la valorizzazione delle foreste e di altre risorse. Il progetto prevedeva la costruzione di una ferrovia tra la stazione di Mori e la stazione di Hirakura sulla linea Kamaishi, ma i lavori furono sospesi durante la Guerra del Pacifico e solo nel 1950, dopo la guerra, la ferrovia tra Mori e Hirakuichi fu inaugurata come linea Hikoroichi.
Inizialmente, il trasporto di merci e passeggeri è stato scarso, ma dopo che la linea Akasaki tra Mori e Akasaki e la linea Hikoroichi tra Hikoroichi e Iwate Ishibashi furono estese e il trasporto di calcare per l'impianto di Ofunato della Onoda Cement (ora Taiheiyo Cement), l'affluenza è aumentata. Tuttavia, il numero di passeggeri trasportati è sempre stato il più basso tra le ferrovie private che effettuano servizi passeggeri in Giappone, così il servizio passeggeri è stato interrotto nel 1992.

## Linee ferroviarie
Ha due linee, la linea Hikoroichi e la linea Akasaki, che hanno una lunghezza totale di 11,5 km entrambe con partenza dalla stazione di Sakari, e trasporta il calcare dalla miniera di Ofunato, nell'entroterra della città di Ofunato, all'impianto Pacific Cement Ofunato Plant, nella città di Akasaki. Nel 2010 sono state trasportate 1,95 milioni di tonnellate di merci, una delle cifre più alte tra le compagnie ferroviarie private, Tuttavia, si tratta della metà del volume trasportato prima degli anni '90, quando era superiore a 4 milioni di tonnellate all'anno.
| Linea            | Giapponese | Distanza totale | Capolinea                                        | Stazioni |
| ---------------- | ---------- | --------------- | ------------------------------------------------ | -------- |
| Linea Hikoroichi | 日頃市線   | 9.5             | Stazione di Sakari - Stazione di Iwate Ishibashi | 4        |
| Linea Akasaki    | 赤崎線     | 2               | Stazione di Akasaki - Stazione di Sakari         | 2        |

Entrambe le linee hanno uno scartamento di 1.067 mm e sono a binario unico, non elettrificate.

## Materiale rotabile
Nel 2007, la flotta contava un totale di 49 locomotive, tra cui quattro locomotive diesel DD56 per il traino di treni merci e 45 carri merci Hoki 100 per il trasporto di calcare.

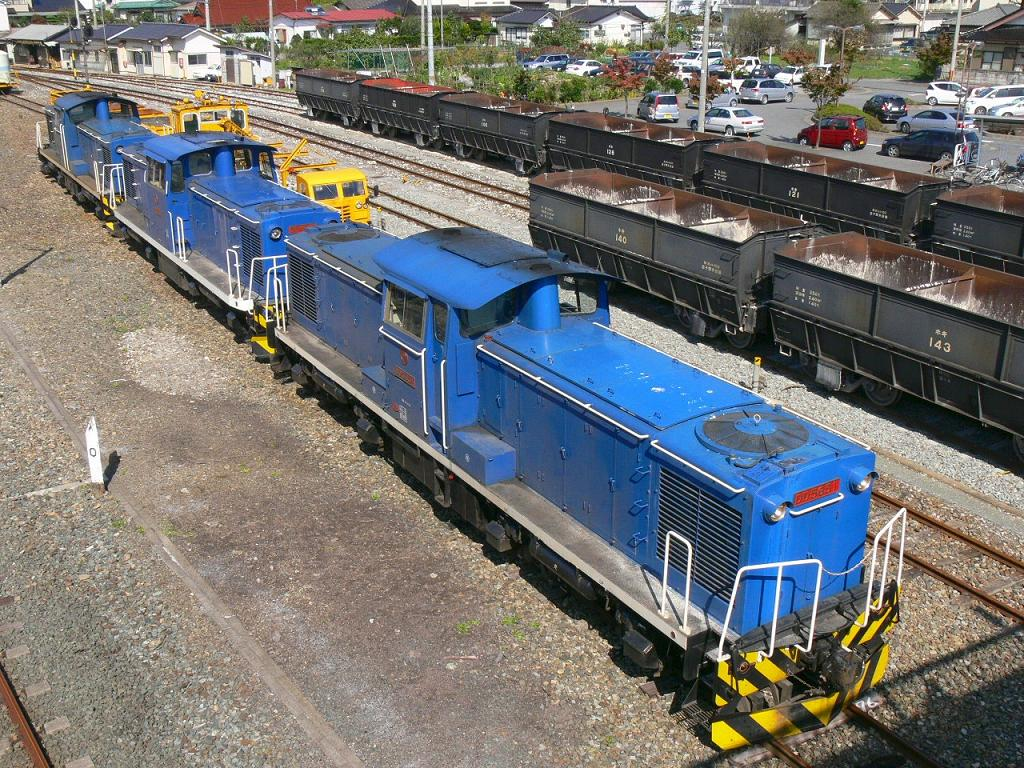
DD56 classe 5651, 5601 e 5653 (Stazione Mori, 2006)
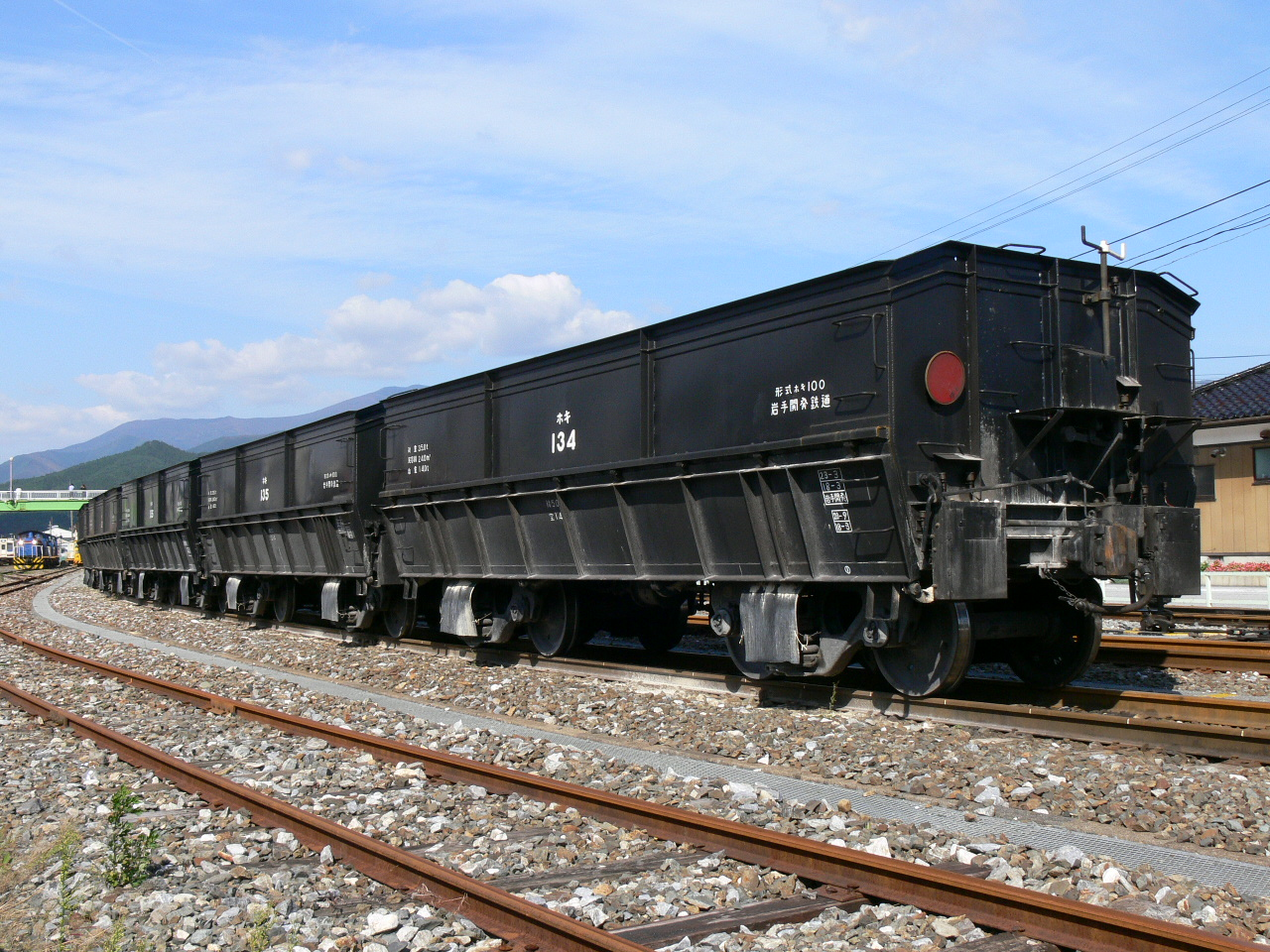
Hoki tipo 100 (Stazione Mori, 2006)